# گاریس ایری‌بند
گاریس ایری‌بند (به لاتین: Garıs Əyribənd) یک منطقه مسکونی در جمهوری آذربایجان است که در شهرستان کردامیر واقع شده است. این روستا ۷۱۹ نفر جمعیت دارد.